# ツルニンジン属
ツルニンジン属（ツルニンジンぞく、学名：Codonopsis、和名漢字表記：蔓人参属）は、キキョウ科の属の一つ。

## 特徴
塊根を持つつる性の多年草。葉は葉柄があり、対生、互生、まれに偽輪生する。花は側枝の先から垂れ下がり、花冠は鐘形で先は5裂し、基部はわずかに子房と合着する。花冠の色は緑紫色、青色、白色がある。萼は筒状になり、上部は5裂し、萼裂片は葉状になる。雄蕊は5個あり、花冠と合着しない。子房は下位で3-5室、柱頭も3-5裂し、裂片は幅が広い。果実は扁球形の蒴果となり、上端から胞背裂開する。種子は長楕円形になり、ときに翼がある。
悪臭があり、つるを切断すると白い汁が出る。東アジアからインドに55種、日本には2種がある。

## 種

### 日本の種
- ツルニンジン（ジイソブ） Codonopsis lanceolata (Siebold et Zucc.) Trautv. -和名の由来は、根がウコギ科のチョウセンニンジンに似て太く、茎がつる性になるため。日本、朝鮮、中国、ウスリー、アムールに分布する。
  - シブカワニンジン Codonopsis lanceolata (Siebold et Zucc.) Trautv. var. omurae T.Koyama -葉が細く、葉裏に毛が密生する変種。本州の東海地方、紀伊半島に分布する。
- バアソブ Codonopsis ussuriensis (Rupr. et Maxim.) Hemsl. -和名の由来は、ツルニンジン（ジイソブ）に比べ全体に小型で、花冠の斑点が老婆のソバカスに似ることによる。日本、朝鮮、中国（東北地方）、ウスリー、アムールに分布する。
- ツルギキョウ Codonopsis javanica spp. japonica

### 栽培種
- ヒカゲツルニンジン Codonopsis pilosula (Franch.) Nannf. -別名、マンサン、ヤマツルニンジン、党参。
- トウサン Codonopsis tangshen Oliv. -別名、川党参。

## ギャラリー
- ツルニンジン
- バアソブ
- ヒカゲツルニンジン